# Bukan
Bukan (persiska: بوكان) är en stad i nordvästra Iran. Den ligger i provinsen Västazarbaijan och har cirka 200 000 invånare.